# Spiritus (folktro)
Spiritus eller Spertus var ett djur (exempelvis en ödla, spindel, skalbagge eller vit orm) eller ett föremål (exempelvis ett snidat djur eller ett litet skelett) som förvarades i en dosa, glasrör eller dylikt. Enligt folktron ansågs den vara ett dragväsen som bringade lycka och rikedom åt sin ägare. Spiritusen kunde även tillfrågas i affärer, hitta stulna föremål och hjälpa till att få framgång i kärlek. Ibland ansågs det att man då förskrev sin själ åt djävulen.  Denna tro är i Sverige känd sedan 1600-talet.
Spiritusen kunde köpas på marknader men även fångas i form av en ekoxe, tordyvel eller guldbagge eller värpas genom att kläcka ett tuppägg eller korpägg i vänster armhåla. Spiritusen skulle matas med blod från bärarens lillfinger eller ringfinger några gånger om året. De kunde även matas med spott från fastande mage. Den följde vanligen med sin ägare till döden och kunde inte överlämnas till någon annan, enligt vissa uppteckningar kunde den säljas för mindre än man gett för den.